# UK 펑키
UK 펑키(UK funky)는 영국의 전자 음악 장르 중 하나이다. 종종 UKF, 펑키라고도 불린다.